# Plankenstein
Hrad Plankenstein se nachází ve stejnojmenném místě Plankenstein, asi 4 kilometry jihozápadně od Texingu v okrese Melk v rakouské spolkové zemi Dolní Rakousy. Hrad byl poprvé zmíněn roku 1186, kdy byl plankensteinským lénem hraběcího rodu Peilsteinů. Název hradu je odvozen ze slova blanc (= bílý) a znamená asi "z bílého kamene".

## Historie

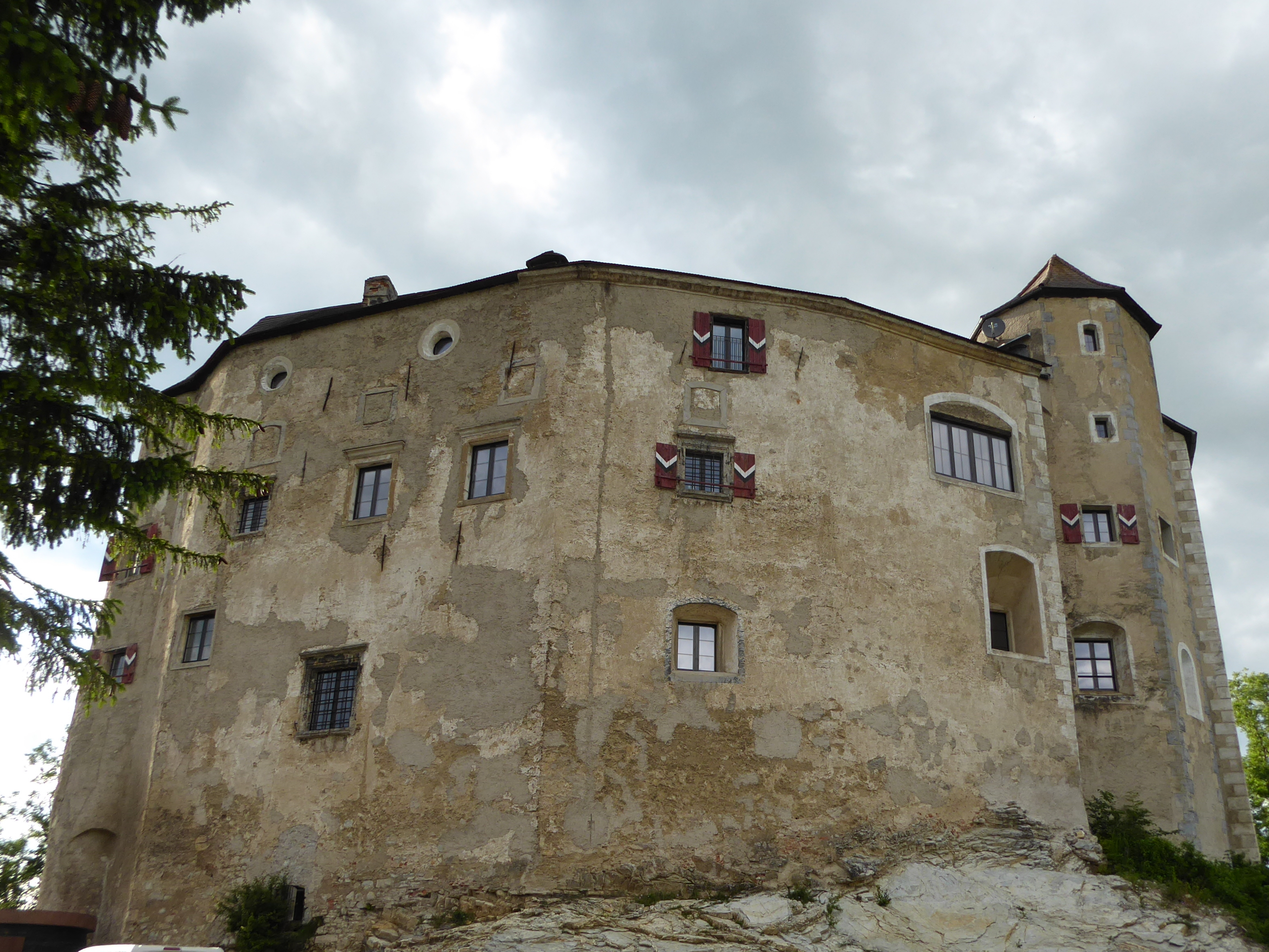
Jižní křídlo hradu

Plankenstein byl v 15. století významný majetek. Pankrác z Plankensteinu vlastnil také Peilstein, Freienstein a Sassendorf byli zástavou za Weitra a pěstouna z Pöchlarnu. Ten nechal v roce 1453 hrad renovovat, ale nebydlel tam. V bratrském sporu mezi císařem Fridrichem III. a vévodou Albrechtem VI. stál Pankrác na straně císaře, pokud mu přinášel prospěch.
Po dlouhých letech se měnili držitelé až roku 1713 získala hrad rodina Tinti. Bartoloměj z Tinti získal v roce 1763 Schallaburg a v roce 1788 zemřel ve věku 96 let na Plankensteinu. Jeho rodina bydlela na Schallaburgu a Plankenstein začal chátrat. Kronika z roku 1800 podává zprávu: „Plankenstein počátkem století byl ještě zámkem, byl částečně vybavený nábytkem a postupně se ztrácelo vše, okna i dveře. Nádherné pokoje byly vystavené větru a dešti, zdivo praskalo, střechy se bortily a po několika desetiletích se zámek proměnil v ruinu. Plankenstein zpustl a obnova by si vyžádala nepoměrně vysoké náklady. Přesto se ale něco zachránilo, kostel a škola, farář - a učitelský byt byl umístěn v ruině zámku.“
Rodina Tinti prodala velmi zadlužené majetky a s Plankensteinem a Schallaburgem v roce 1839 šlechtické rodině Nagel-Doornick z Vestfálska, která ještě dnes má v Německu zámky a hrady, také zámek Ostenfelde. Jejich majetky byly po druhé světové válce zabaveny Sovětským svazem. Hrad Plankenstein byl později restituován, Schallaburg však z důvodu nevyjasněných vlastnických vztahů v roce 1955 přešel do vlastnictví země dolnorakouské.
Když hrad za války zpustl a částečně se zřítil, rozhodla se rodina 1975 k odprodeji na architekta Hans-Peter Trimbachera, který v krátké době hrad restauroval.
Na hradě funguje hotel, seminární prostory, hradní vinárna, kaple a muzeum a je možná prohlídka hradu.